# Table des caractères Unicode (1A000-1AFFF)
Cette page contient des caractères spéciaux ou non latins. S’ils s’affichent mal (▯, ?, etc.), consultez la page d’aide Unicode.
Cette page décrit la liste des caractères Unicode codés de U+1A000 à U+1AFFF en hexadécimal (106 496 à 110 591 en décimal).

## Sous-ensembles
Cette portion d'Unicode est prévue pour accueillir entre autres le syllabaire de Pau Cin Hau, l'eskaya, le naxi geba et le naxi dongba.
La liste suivante montre les sous-ensembles spécifiques de cette portion d’Unicode.
| Sous-ensemble | Réservés | Réservés | Décimal | Décimal |
| Sous-ensemble | Début    | Fin      | Début   | Fin     |
| ------------- | -------- | -------- | ------- | ------- |
| ¿jurchin?     | 1A000    | 1A5FF    | 106 496 | 108 031 |
| —             | 1A600    | 1A7FF    | 108 032 | 108 543 |
| ¿naxi geba?   | 1A800    | 1AAAF    | 108 544 | 109 231 |
| —             | 1AAB0    | 1AABF    | 109 232 | 109 247 |
| ¿naxi dongba? | 1AAC0    | 1AFFF    | 109 248 | 110 591 |

## Liste

### Caractères U+1A000 à U+1AFFF(réservés)
|               | 0 | 1 | 2 | 3 | 4 | 5 | 6 | 7 | 8 | 9 | A | B | C | D | E | F |
| ------------- | - | - | - | - | - | - | - | - | - | - | - | - | - | - | - | - |
| 1A00 ... 1AFF |   |   |   |   |   |   |   |   |   |   |   |   |   |   |   |   |